# An Ocean Between Us
An Ocean Between Us - четвертий студійний альбом американської групи As I Lay Dying, який був випущений 21 серпня 2007 року.

## Композиції
1. Separation - 1:15
2. Nothing Left - 3:43
3. An Ocean Between Us - 4:13
4. Within Destruction - 3:54
5. Forsaken - 5:18
6. Comfort Betrays - 2:50
7. I Never Wanted - 4:44
8. Bury Us All - 2:23
9. The Sound of Truth - 4:20
10. Departed - 1:40
11. Wrath Upon Ourselves - 4:01
12. This Is Who We Are - 4:54